# IFRS-normen
IFRS, voor International Financial Reporting Standards, is een set van afspraken over hoe het jaarverslag van een verslagplichtige organisatie er uit dient te zien. Voor allerlei categorieën van zaken is vastgelegd hoe / wanneer ze in een jaarverslag opgenomen dienen te worden. Het beheer van de standaarden is in handen van de International Accounting Standards Board (IASB). De door Europese ondernemingen te gebruiken (gelijkluidende) standaarden worden door de Europese Commissie gepubliceerd in het Publicatieblad van de Europese Unie. De standaarden werden voor het eerst gepubliceerd in PB L 261 van 13 oktober 2003.
IFRS is samengesteld uit de IAS-normen (International Accounting Standards), uitgebreid met een aantal additionele eisen die in IFRS-normen vastgelegd zijn. IFRS 1 geeft aan hoe de verslaglegging ingevoerd dient te worden, hoe de overgang van GAAP naar IFRS plaats dient te vinden. Het directoraat-generaal Interne Markt van de Europese Commissie geeft op haar website de voortgang van de implementatie in de Europese Unie weer.
De standaarden worden door IASB in diverse talen aangeboden, dit is echter niet het geval voor het Nederlands. In geval van twijfel primeert steeds de Engelstalige versie.

## Overzicht van de IFRS- en IAS-normen
| Nummer  | Titel | Publicatiedatum         | Geïmplementeerd | Teruggetrokken | Opgevolgd door |
| ------- | --- | ----------------------- | --------------- | -------------- | -------------- |
| IFRS 1  | First Time Adoption of IFRSs - Eerste toepassing van International Financial Reporting Standards (invoering en overgang, uitzonderingen op de eisen en verplichtingen)                           | 2003                    | 1 januari 2004  | -              | -              |
| IFRS 2  | Share-based Payments - Op aandelen gebaseerde betalingen (Het verantwoorden van aangegane verplichtingen als opties, commercieel en voor personeelsoptieplannen, aandelenplannen en dergelijke). | 2004                    | 1 januari 2005  | -              | -              |
| IFRS 3  | Business Combinations - Bedrijfscombinaties (Verslaglegging van onderdelen van een bedrijf die gecombineerd worden, wanneer dus eerdere verslageenheden opgaan in één verslageenheid).           | 2004                    | 1 april 2004    | -              | -              |
| IFRS 4  | Insurance Contracts - Verzekeringscontracten (Hoe moeten verzekeringsbedrijven hun contracten / contractverplichtingen / reserveringen verantwoorden).                                           | 2004                    | 1 januari 2005  | 1 januari 2021 | IFRS17         |
| IFRS 5  | Non-current Assets Held for Sale and Discontinued Operations - Vaste activa aangehouden voor verkoop en beëindigde bedrijfsactiviteiten                                                          | 2004                    | 1 januari 2005  | -              | -              |
| IFRS 6  | Exploration for and Evaluation of Mineral Resources - Verslaggevingsbeleid voor de exploratie en evaluatie van minerale bronnen                                                                  | 2003                    | 1 januari 2006  | -              | -              |
| IFRS 7  | Financial Instruments: Disclosures - Financiële instrumenten: toelichtingen | 2005                    | 1 januari 2007  | -              | -              |
| IFRS 8  | Operating Segments - Rapportering omtrent de aard en de financiële effecten van bedrijfsactiviteiten en economische omgevingen                                                                   | 2006                    | 1 januari 2009  | -              | -              |
| IFRS 9  | Financial Instruments - Financiële instrumenten (monetaire activa en passiva) | 2009 bijgewerkt in 2014 | 1 januari 2018  | -              | -              |
| IFRS 10 | Consolidated Financial Statements - Regels omtrent de presentatie van geconsolideerde financiële staten                                                                                          | 2011                    | 1 januari 2013  | -              | -              |
| IFRS 11 | Joint Arrangements - Principes voor financiële rapportering door ondernemingen die belangen hebben in overeenkomsten die gezamenlijk worden gecontroleerd                                        | 2011                    | 1 januari 2013  | -              | -              |
| IFRS 12 | Disclosure of Interests in Other Entities - De wijze waarop belangen in andere ondernemingen toegelicht worden                                                                                   | 2011                    | 1 januari 2013  | -              | -              |
| IFRS 13 | Fair value measurement - Het bepalen van de reële waarde | 2011                    | 1 januari 2013  | -              | -              |
| IFRS 14 | Regulatory Deferral Accounts - Vereisten voor de financiële rapportering van (door een overheid) gereguleerde transacties                                                                        | 2014                    | 1 januari 2016  | -              | -              |
| IFRS 15 | Revenue from Contracts with Customers - Omzet uit overeenkomsten met klanten | 2014                    | 1 januari 2018  | -              | -              |
| IFRS 16 | Leases - Het rapporteren van leasingovereenkomsten door de leasingnemer (lessee) en de leasinggever (lessor)                                                                                     | 2016                    | 1 januari 2019  | -              | -              |
| IFRS 17 | Insurance contracts - Verzekeringscontracten. IFRS17 neemt IFRS4 over waarmee de norm wordt beschreven voor verzekeraar, de contracten en verplichtingen.                                        | 2017                    | 1 januari 2021  | -              | -              |

| IAS    | IAS |
| ------ | --- |
| IAS 1  | Presentation of Financial Statements - Presentatie van de financiële staten (balans, resultatenrekening, kasstromen, bewegingen van het eigen vermogen, toelichtingen en vergelijkende informatie) |
| IAS 2  | Inventories - Waarderen van voorraden: kostprijs of marktwaarde |
| IAS 7  | Statement of Cash Flows - Kasstroomoverzicht (operationeel, investeringen en financieringsactiviteiten) |
| IAS 8  | Accounting Policies, Changes in Accounting Estimates and Errors - Verwerking en presentatie van fundamentele fouten en wijzigingen in de grondslagen voor financiële verslaggeving |
| IAS 10 | Events after the Reporting Period - Gebeurtenissen na balansdatum (Wanneer moet een gebeurtenis die achteraf de balans of de resultatenrekening beïnvloedt meegenomen worden in het jaarverslag, wanneer niet / telt hij in het volgend jaar). |
| IAS 12 | Income Taxes - Het verwerken en toelichten van winstbelastingen |
| IAS 16 | Property, Plant and Equipment - Materiële vaste activa: waardering en presentatie |
| IAS 19 | Employee Benefits - Personeelsbeloningen (de totaliteit van kosten ten behoeve van het personeel (lonen, aanvullende vergoedingen en pensioenvoorzieningen)) |
| IAS 20 | Accounting for Government Grants and Disclosure of Government Assistance - Boekhoudkundige verwerking van overheidssubsidies en informatieverschaffing omtrent overheidssteun |
| IAS 21 | The effects of Changes in Foreign Exchange Rates - Verwerking van de gevolgen van wisselkoersverschillen |
| IAS 23 | Borrowing Costs - Verwerking van financieringskosten |
| IAS 24 | Related Party Disclosures - Informatieverschaffing over verbonden partijen (participaties en belangen in andere ondernemingen) |
| IAS 26 | Accounting and Reporting by Retirement Benefit Plans - Administratieve verwerking en verslaggeving door werknemerspensioenfondsen |
| IAS 27 | Separate Financial Statements - Geconsolideerde jaarrekeningen en administratieve verwerking van investeringen in dochterondernemingen |
| IAS 28 | Investments in Associates and Joint Ventures - Administratieve verwerking van investeringen in geassocieerde deelnemingen en joint ventures |
| IAS 29 | Financial Reporting in Hyperinflationary Economies - Financiële verslaggeving in economieën met hyperinflatie |
| IAS 32 | Financial Instruments: Presentation - Financiële instrumenten: informatieverschaffing en presentatie(zie ook IAS 39) |
| IAS 33 | Earnings per Share - Winst per aandeel (berekening van de winst per aandeel (componenten), welke aandelen tellen, wat is verwaterde winst per aandeel) |
| IAS 34 | Interim Financial Reporting - Tussentijdse financiële verslaggeving (bv. halfjaarlijks) |
| IAS 36 | Impairment of Assets - Bijzondere waardevermindering van activa |
| IAS 37 | Provisions, Contingent Liabilities and Contingent Assets - Voorzieningen, voorwaardelijke verplichtingen en voorwaardelijke activa (Regels voor het boeken van voorzieningen, dat zijn reserveringen voor geschatte, niet exact bepaalbare kosten. De regel voor voorwaardelijke aansprakelijkheden en voorwaardelijke activa is dat ze niet geboekt worden, maar wel verantwoord.) |
| IAS 38 | Intangible Assets - Immateriële activa: waardering, verwerking en presentatie |
| IAS 39 | Financial Instruments: Recognition and Measurement - Financiële Instrumenten: opname en waardering |
| IAS 40 | Investment Property - Vastgoedbeleggingen: waardering en presentatie |
| IAS 41 | Agriculture - Landbouw: waardering van producten en activiteiten |